# Kumiko Nakano
Kumiko Nakano (中野公美子?, Nakano Kumiko; Osaka, 3 marzo 1977) è un'attrice e cantante giapponese che ha debuttato come membro del gruppo femminile J-pop Osaka Performance Doll, scioltosi nel 1997.

## Filmografia

### Serie televisive
- 星の金貨 (Hoshi no kinka)
- 竜馬におまかせ! BOSS
- Beautiful (ビューティー7)
- 歓迎！ダンジキ御一行様
- 木綿のハンカチ2
- 世紀末の晩鐘
- 14 sai no haha

### Film
- たこやき刑事 (Takoyaki Keiji, Detective takoyaki)